# Lucito
Lucito község (comune) Olaszország Molise régiójában, Campobasso megyében.

## Fekvése
A megye központi részén fekszik. Határai: Castelbottaccio, Castellino del Biferno, Civitacampomarano, Limosano, Morrone del Sannio, Petrella Tifernina, Sant’Angelo Limosano és Trivento.

## Története
A település első írásos említése 1266-ból származik. A következő századokban nemesi birtok volt. A 19. században nyerte el önállóságát, amikor a Nápolyi Királyságban felszámolták a feudalizmust.

## Népessége
A népesség számának alakulása:

## Főbb látnivalói
- Palazzo De Rubertis
- Palazzo Capecelatro
- San Nicola di Bari-templom
- San Rocco-templom